# Sonate K. 356
La sonate K. 356 (F.493/L.443) en ut majeur est une œuvre pour clavier du compositeur italien Domenico Scarlatti.

## Présentation
La sonate K. 356, en ut majeur, notée Con spirito andante, forme une paire avec la sonate suivante. Ces deux sonates, absentes du manuscrit de Venise, ne sont copiées que dans le manuscrit de Parme et forment les dernières du volume IX.
La K. 356, qui porte l'inscription per cembalo expresso, est écrite sur quatre portées pour mieux articuler les plans sonores ou simplement éviter les changements de clés. Mais le sens du terme n'est pas connu précisément. Le clavier montant jusqu'au sol dans l'aigu, le terme ne désigne pas un piano-forte, dont l'ambitus s'arrête au mi. Malgré l’écriture sur les quatre portées, qui semble nécessiter deux claviers, seuls des clavecins espagnols à un seul clavier figurent dans l'inventaire des instruments de la cour. Kenneth Gilbert propose de rapprocher l'expression avec notre clavecin ravalé, qui désigne un instrument agrandi, élargi, étendu.
On retrouve ce changement « de registre très marqués, en haut et en bas du clavecin, pour obtenir des contrastes de couleurs » dans les sonates  K. 387, 524 et 525

## Manuscrits

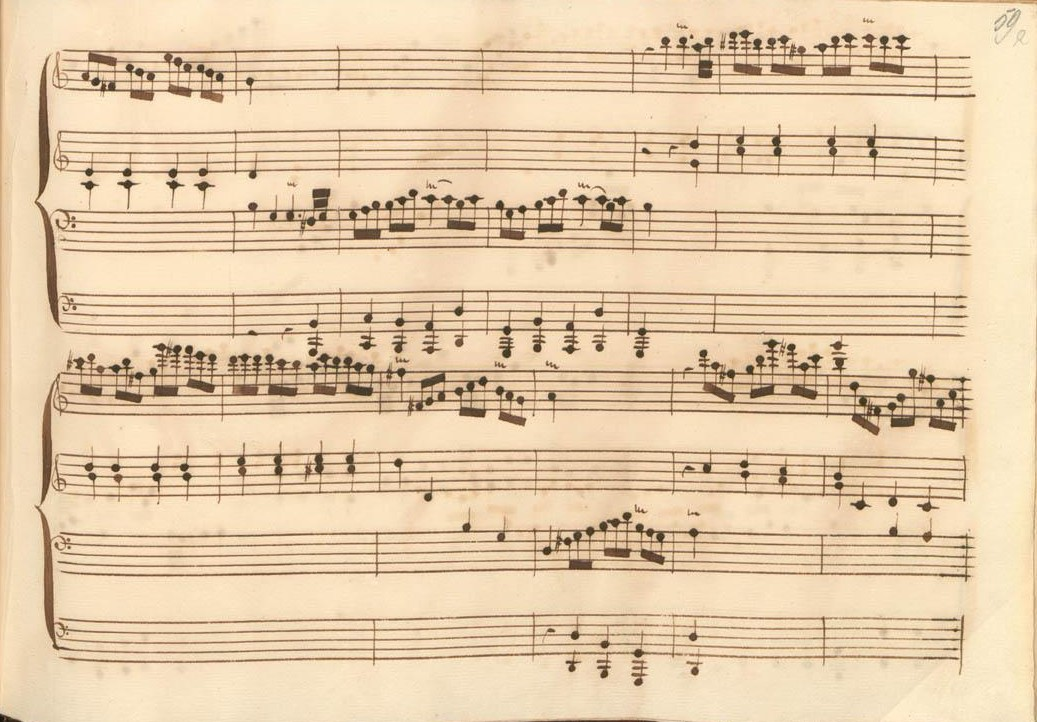
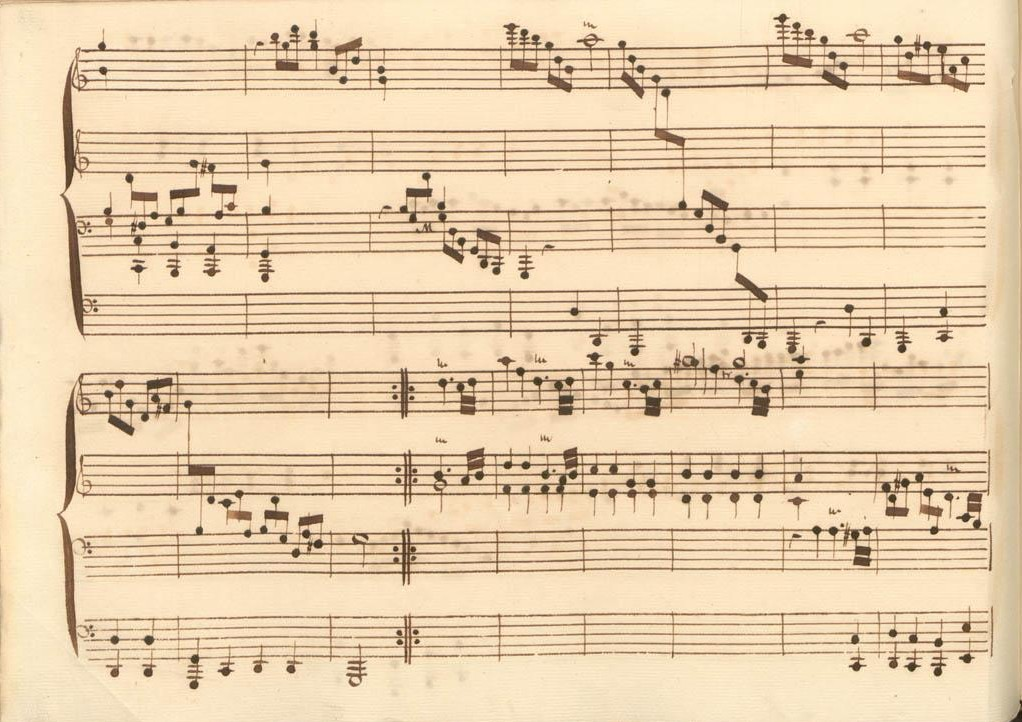
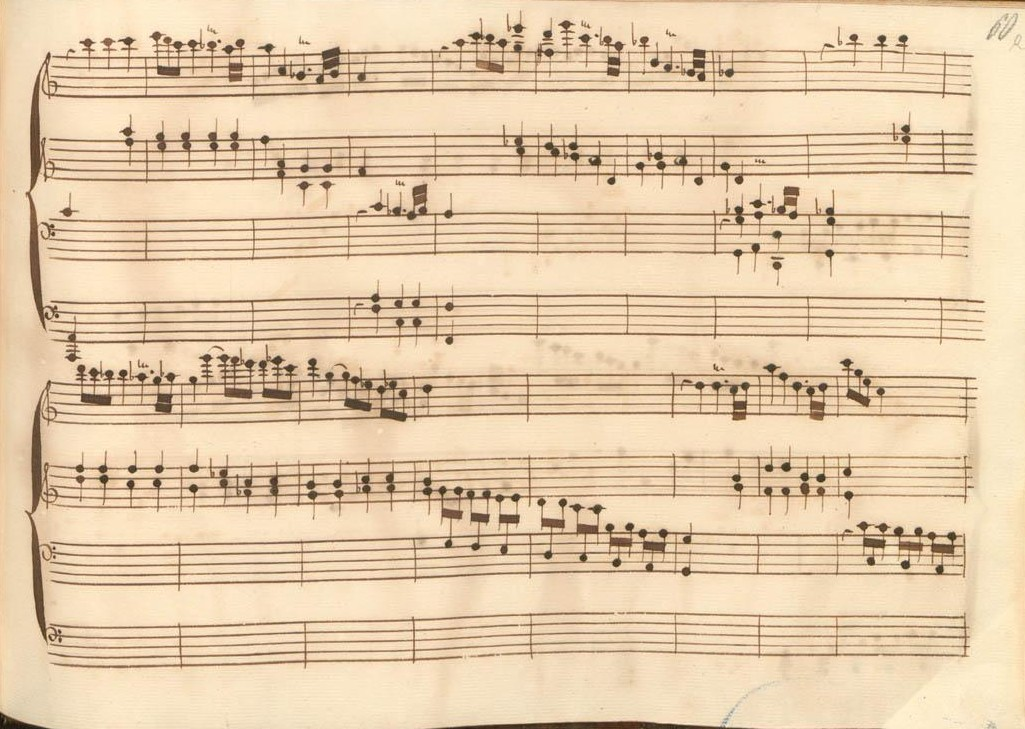
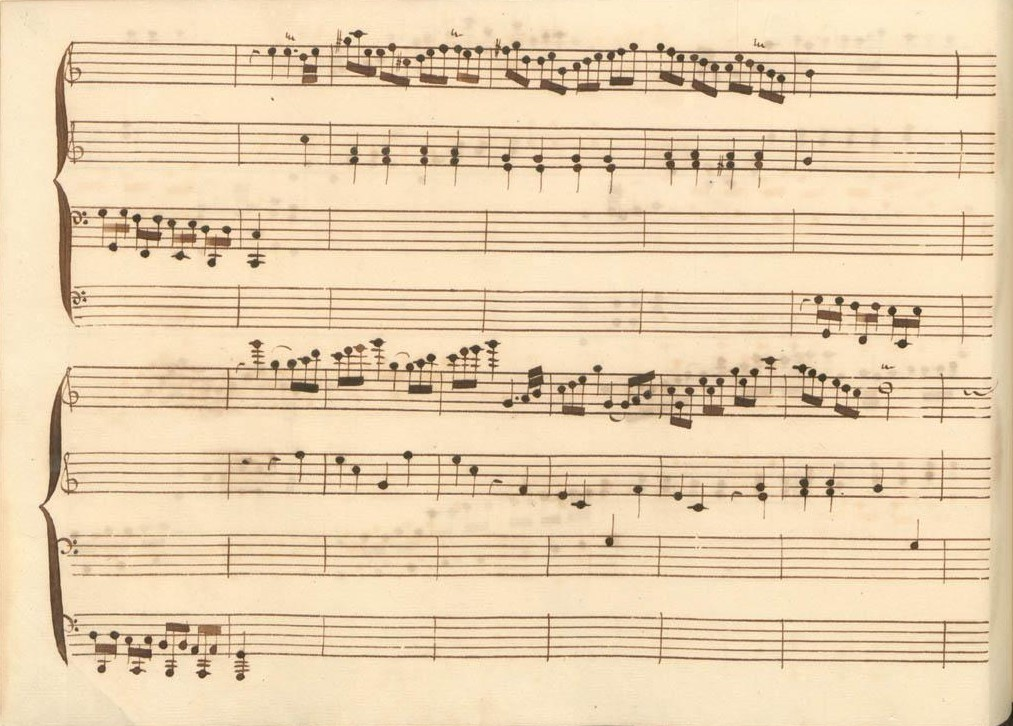

Le manuscrit principal est Parme IX 29 (1754, Ms. A. G. 31414) ; les autres sources sont Münster IV 61 (Sant Hs 3967) et Vienne B 59 (VII 28011 B).

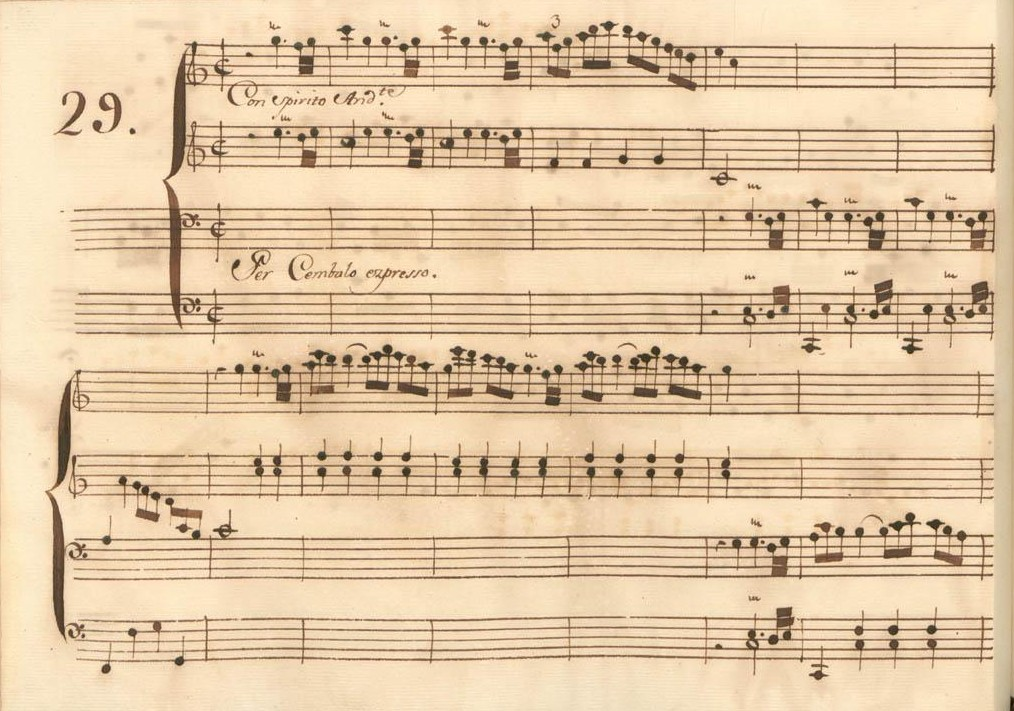
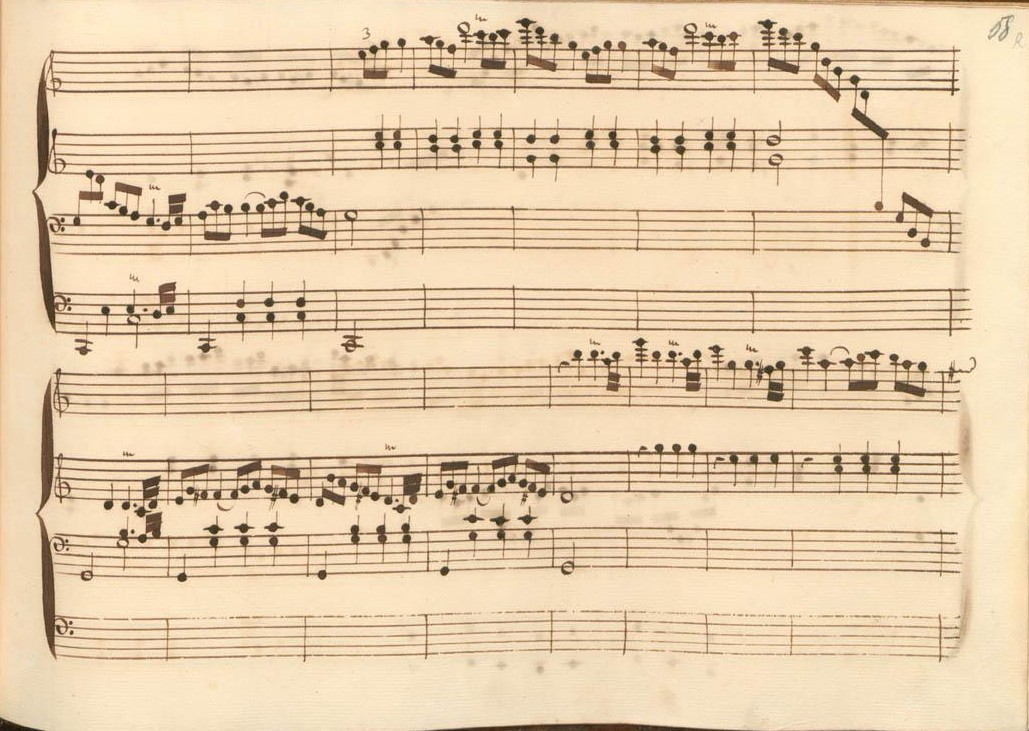
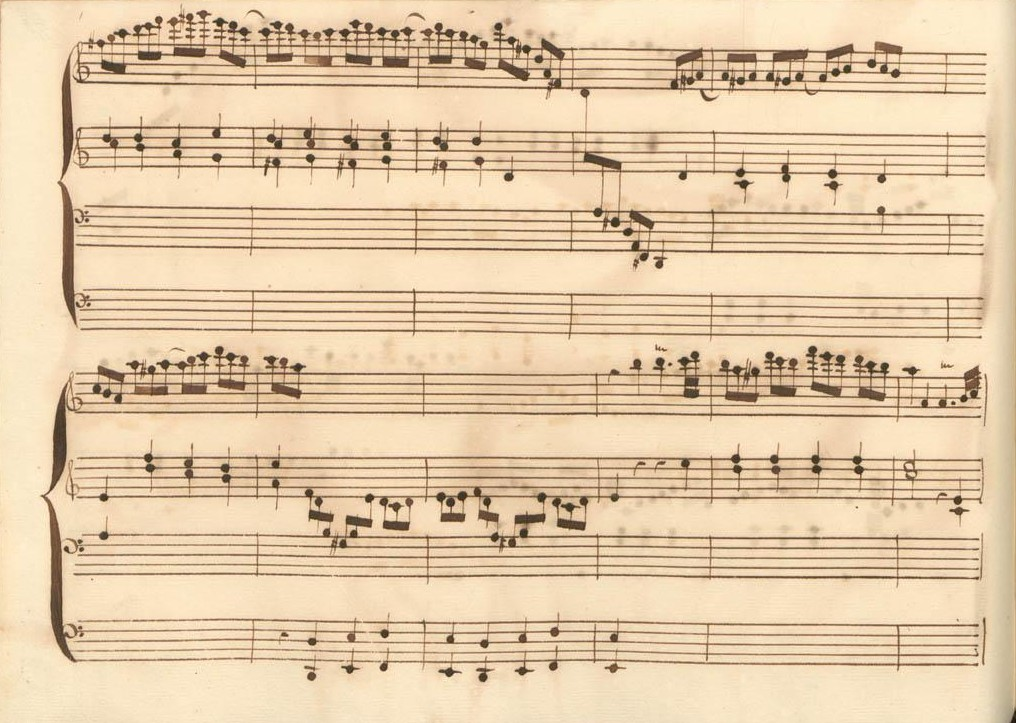

## Interprètes
La sonate K. 356 est défendue au piano, notamment par Carlo Grante (2013, Music & Arts, vol. 4) ; au clavecin elle est jouée  par Ralph Kirkpatrick (1965, Archiv), Scott Ross (1985, Erato), Richard Lester (2005, Nimbus, vol. 3) et Pieter-Jan Belder (Brilliant Classics, vol. 8).

## Sources
: document utilisé comme source pour la rédaction de cet article.
- Ralph Kirkpatrick (trad. de l'anglais par Dennis Collins), Domenico Scarlatti, Paris, Lattès, coll. « Musique et Musiciens », 1982 (1re éd. 1953 (en)), 493 p. (ISBN 978-2-7096-0118-4, OCLC 954954205, BNF 34689181).
- Alain de Chambure, « Domenico Scarlatti, Intégrale des sonates — Scott Ross », Erato/Éditions Costallat (2564-62092-2 (livret : 2292-45309-2)), 1985 (OCLC 891183737) .
- Miguel Alonso-Gomez, Laura Alvini, Eveline Andrani, Arthur Haas, Christophe Rousset et William Dowd et al., Domenico Scarlatti : 13 recherches à l'occasion du tricentenaire de la naissance de Domenico Scarlatti célébré à Nice lors des Premières Rencontres Internationales de Musique Ancienne, Nice, Société de musique ancienne de Nice, coll. « Cahiers de la Société de musique ancienne de Nice » (no 1), 1986, 127 p. (ISBN 2-906136-00-X, ISSN 1158-7202, OCLC 496060217, BNF 34270239)